# Луї де Гіренго
Луї де Гіренго (фр. Louis de Guiringaud; 12 жовтня 1911, Лімож, Франція — 15 квітня 1982, Кастельсарразен, Франція) — французький політичний діяч і дипломат

## Біографія
Народився 12 жовтня 1911 року в місті Лімож Франція. Його батько був офіцером кавалерії і був убитий на початку Першої світової війни. Здобув вищу освіту в галузі права та політології.
У 1938 р. — був призначений аташе в Анкарі. Брав участь в русі Опору режиму Віші.
У 1943 р. — вступив в комітет національного звільнення в Алжирі, де став начальником штабу комісара з іноземних справ Рене Массіглі.
У 1944 р. — вступивши на службу в армію, брав участь в операції зі звільнення Провансу.
У лютому 1945 року — був важко поранений в Ельзасі. Згодом був нагороджений військовим орденом Почесного легіону.
У 1946 р. — повернувся на дипломатичну службу як перший секретар посольства Франції у Великій Британії. Потім обіймав посади директора з політичних питань у Верховній комісії Франції в Німеччині, генеральним консулом в Сан-Франциско і заступником постійного представника Франції в Раді Безпеки Організації Об'єднаних Націй під час Суецької кризи.
У 1957—1961 рр. — Перший посол Франції в Гані, 
У 1961—1963 рр. — Директор управління МЗС у справах Марокко і Тунісу, заступник Верховного представника в незалежному Алжирі, 
У 1963—1966 рр. — Генеральний інспектор МЗС Франції у справах дипломатичних і консульських установ, 
У 1966—1972 рр. — Посол Франції в Японії, 
У 1972—1976 рр. — служив постійним представником Франції в Організації Об'єднаних Націй, а також головував як член Організації Об'єднаних Націй в Раді Безпеки ООН.
З 27 серпня 1976 по 29 листопада 1978 рр. — служив міністром закордонних справ в кабінеті Раймона Барра.
У квітні 1982 року він наклав на себе руки, застрелившись з мисливської рушниці.